# Sevilla Santa Justa
Sevilla Santa Justa – główny dworzec kolejowy w Sewilli i jeden z największych w Hiszpanii. Na stacji kończą bieg szybkie pociągi AVE kursujące na trasie z Madrytu.